# 華譚
華譚（256年—320年代），字令思，廣陵郡江都縣人。晉朝官員，以才思口辯而聞名，在晉官至祕書監，然而仕途屢屢受阻，晚年常感不得志。

## 生平
華譚祖父華融、父親華諝都在東吳仕官。當時孫綝專權，滕胤密謀推翻孫綝，逼華融等人作書駁斥孫綝。華融不與滕胤合作，被滕胤所殺，華諝也遭到殺害。兩人死時華譚才一周歲，故由母親撫養長大。

### 東土所推
華譚為人好學不倦，聰明且有辯才，都得鄉里重視。揚州刺史周浚以華譚作自己從事史，亦因為喜歡他的才幹而以賓友之禮對待。
太康年間，華譚獲時任刺史嵇喜舉為秀才。到洛陽後，晉武帝親自策問，結果華譚是四方送來的秀才中表現最優秀的，華譚本身就因為其才幹而有名氣，而時為廷尉的同郡人劉頌親身見過華譚後就歎息道：「不知道鄉里中有這樣的人才呀！」不過王濟卻當眾嘲笑他是東吳遺民，問他有甚麼優異之處值得獲選任，華譚就以明珠、夜光玉石等珍寶都出於方外而非中原，周文王及夏禹分別生於東夷及西羌作反駁；他又追述當年周武王滅商朝後將殷商遺民遷到當時稱洛邑的洛陽，反指在坐諸臣都不免有人是這些遺民後代，反駁其亡國遺民身份。王濟再稱吳人在危難時無法支持國家致令國亡，亡國失主之責正在於人們的凡劣。華譚則指國家興衰乃是天命，人並不能抗拒天意，故即使徐偃王行仁義都丟了國家，孔子也曾離開魯國到齊國，段干木退隱而成名，否泰有時，人力不能控制。王濟聽完華譚的回應，也對他很禮敬了。

### 地方治績
華譚及後歷任郎中及太子舍人、本國中正，後也當過鄄城令及尚書郎。永寧年間華譚出任郟令，其時正是八王之亂的動亂中，郟縣到戰火破壞，鬧了饑荒，華譚盡心撫恤，司徒王戎知道他的行為後就送了三百斛穀幫助華譚。華譚後因政績升任廬江內史，加綏遠將軍。當時張昌於荊州作亂，派了部下石冰侵擾揚州，華譚參與討伐石冰在諸縣的同黨和別軍，於是在平定石後獲封都亭侯，食邑一千戶，並獲賜絹一千匹。陳敏之亂時華譚亦曾致書斥責接受陳敏官位的江南士族領袖，讓本已不欲服務陳敏的他們更感慚愧而決意反叛陳敏。

### 行己徇義
華譚在郡為政嚴厲，常忤逆上司，後來出任揚州刺史的劉陶更加向來和華譚關係不好，於是以法規收捕他，押送到壽陽獄中。當時的鎮東將軍周馥和華譚交好，就為他申辯並釋放他。後來，周馥因擅自上表請晉懷帝遷都壽春而忤逆東海王司馬越，終遭司馬越派系的琅邪王司馬睿派將領甘卓進攻。當時壽春百姓都四散逃避戰亂，但周馥此時卻發現華譚反而搬近了，周馥此時感歎：「吾嘗謂華令思是臧子源之疇，今果效矣。」。周馥最終兵敗，華譚轉歸司馬睿麾下。後來華譚被司馬睿問及周馥何故反叛，華譚就為周馥辯護，稱他遷都之議只因當時有人意向不同才遭到討伐，事後洛陽陷落，反指若果周馥計劃得以實行，國家或許還能撐久一點，遂認為考慮到事實，周馥根本沒有反叛。晉元帝再指周馥外任兵鎮，擁兵一方，不應掌權的司馬越徵召，危難中不扶國家，是天下罪人。華譚同意周馥有不當的地方就應受責難，然而堅持說他反叛簡直是誣陷。元帝至此才釋懷。

### 待終祕閣
建興初年，華譚任司馬睿的鎮東軍諮祭酒，在府無事就著了《辨道》三十卷，還進呈給司馬睿看。後司馬睿進丞相，華譚亦隨府轉為丞相軍諮祭酒，加本郡大中正。華譚舉薦了干寶及范珧後就以年近七十為由告老求退，但不獲允許。東晉建立後，華譚曾任祕書監，雖然他當當感到不得志，但仍然為朝廷發掘人才，如將有學問但年紀漸大仍未獲授職的的朱鳳、吳震都薦為著作佐郎。不過，華譚向來稱許女壻戴邈而損抑邈兄戴淵，這令戴淵記恨他；惟晉元帝卻重用戴淵，戴淵於是又壓制華譚仕途。華譚心有不滿，故曾經從容地對司馬睿說：「臣已老矣，將待死祕閣。汲黯之言，復存於今。」以西漢名臣汲黯往事表達自己對仕途的不滿，而司馬睿聽罷則感不悅。王敦之亂時，華譚病重已經無法到祕書省當值，於是遭免官，死在家中。朝廷追贈他光祿大夫，金章紫綬，加散騎常侍，諡胡。

## 性格特徵
華譚當鄄城令時，一次路過濮水時就作了一篇《莊子贊》並向功曹出示。廷掾張延當時就替功曹作答教，文章寫得很好，華譚於是舉薦了他，至華譚出任廬江內史時，張延已經是淮陵太守了。華譚又舉了寒門周訪，最終他更成了晉朝重要將領。後華譚於東晉雖仕途受阻但亦推薦了一些人才，可見他喜歡提拔人才，而當時人都認為華譚有辨識人才之能。

## 家庭
- 祖父，華融，吳左將軍、錄尚書事，被滕胤所殺。
- 父，華諝，吳黃門郎，與華融一起遇害。

### 子女
- 子，華化，字長風，征虜長馬，討伐汲桑時戰死。
- 子，華茂，嗣爵
- 女，華氏，嫁戴邈。

## 延伸阅读
[在维基数据编辑]
 《晉書/卷052》，出自房玄齡《晉書》